# Hubert Kappen
Hubert Kappen (* 26. Dezember 1878 in Münster; † 13. Dezember 1949 in Bonn) war ein deutscher Agrikulturchemiker.
Kappen studierte Chemie an der Universität Münster. Während seines Studiums wurde er 1898/99 Mitglied der Landsmannschaft Borussia Münster. Er promovierte 1901 an der Universität Rostock und arbeitete dann an verschiedenen landwirtschaftlichen Versuchsstationen und in Laboratorien der chemischen Industrie. 1913 habilitierte er sich an der Universität Jena mit der Arbeit Die Katalyse des Cyanamids und ihre Bedeutung für die Landwirtschaft für das Fachgebiet Agrikulturchemie. Von 1918 bis 1920 lehrte er als Professor an der Landwirtschaftlichen Hochschule Tetschen-Liebwerd. 1920 folgte er einem Ruf als o. Professor und Direktor des Agrikulturchemischen Instituts an die Landwirtschaftliche Hochschule Bonn-Poppelsdorf. Hier wirkte er bis zu seiner Emeritierung im Jahre 1948. Wegen verzögerter Neubesetzung seines Lehrstuhles hat er jedoch die Vorlesungstätigkeit bis zu seinem Tode weitergeführt.
Einen großen Teil seiner Forschungsarbeiten widmete Kappen dem Studium der Bodenazidität. Er untersuchte vor allem die Zusammenhänge zwischen Bodenversauerung und Düngungsmaßnahmen. Seine 1929 veröffentlichte Monographie Die Bodenazidität, in der er das Problem der Bodenversauerung u. a. mit Theorien aus der Kolloidchemie zu erklären versuchte, verschaffte ihm hohes internationales Ansehen. In zahlreichen Untersuchungen beschäftigte er sich mit der Wirkung der Kalkdünger, insbesondere der Hochofenschlacke (Hüttenkalk). In diesem industriellen „Abfallprodukt“, sah er einen idealen Dünger, um die Bodenfruchtbarkeit der Ackerböden zu verbessern.
Für seine wissenschaftlichen Leistungen verlieh ihm die Justus-Liebig-Universität Gießen 1948 die Würde eines Ehrendoktors. Kappen wohnte zuletzt in Honnef und wurde auf dem Waldfriedhof im Stadtteil Rhöndorf beigesetzt.

## Werke
- Die Katalyse des Cyanamids und ihre Bedeutung für die Landwirtschaft. Phil. Habil.-Schr. Jena 1913.
- Die Bodenazidität. Nach agrikulturchemischen Grundsätzen dargestellt. Springer-Verlag Berlin 1929.
- Die Hochofenschlacke (Hüttenkalk) als Mittel zur Verbesserung des Bodens und zur Steigerung der Ernten. Verlag Paul Parey, Berlin und Hamburg 1950.